# Johann Martin von Elmpt

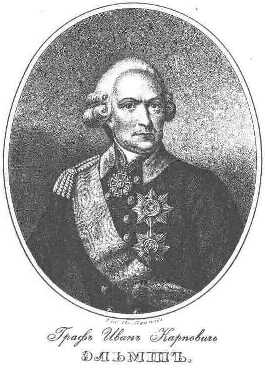
Johann Martin Graf von Elmpt (1794)

Johann Martin Graf von Elmpt (russisch Иван Карпович Эльмпт; * 13. September 1726 in Kleve; † 29. Januarjul. / 10. Februar 1802greg. in Switten) war ein russischer Feldmarschall.

## Leben

### Familie
Johann Martin war Angehöriger der rheinländischen Freiherren von Elmpt. Seine Eltern waren der kurpfälzische Hauptmann Kaspar von Elmpt zu Dammerscheidt (1679–1730) und Agnes Isabella von Sieskern auf Dahl (1685–1737). Der kaiserliche Feldmarschall Franz Philipp von Elmpt (1724–1795) war sein Bruder.
Er vermählte sich 1758 mit Dorothea Katharina Gottliebe von Korff. Aus der Ehe gingen drei Kinder hervor:
- Philipp (1763–1818), russischer Generalleutnant[2]
- Sophie, ⚭ Peter Iwanowisch Turchaninow (1746–1823), russischer Generalleutnant
- Eugenie, ledig

### Werdegang
Elmpt stand zuerst in französischen Militärdiensten, bevor er als Kapitän in die russische Armee wechselte. 1755 war er zum Oberst avanciert und nahm am Siebenjährigen Krieg teil. Er stieg 1759 weiter auf zum Brigadier sowie 1762 zum Generalmajor. In den Jahren 1762 bis 1769 war er Generalquartiermeister, wobei er 1763 den St.-Annen-Orden erhielt und seit 1768 bei der 2. Armee stand. Bei Ausbruch des Russisch-Türkischen Krieges hat er als Generalleutnant für eine Expedition in die Moldau-Region den Alexander-Newski-Orden erhalten. 1769 stand er bei der I. Armee. Im Spannungsfeld der Ereignisse zwischen der Konföderation von Bar und der Ersten Polnischen Teilung hielt er sich von 1770 bis 1772 mit russischen Truppen in Polen auf. 1772 war er Kommandeur eines Beobachtungskorps an der schwedischen Grenze, sowie unmittelbar anschließend Kommandeur der russischen Truppen in Livland und Ingermanland. Seit 1780 war Elmpt General en chef. Im Russisch-Türkischen Krieg war er 1787 Kommandeur der 3. Division, wurde aber bereits 1788 krankheitshalber nach Riga geschickt. Unter Paul I. wurde er Kommandeur der Garnison in Riga, einschließlich der livländischen Division. In den Jahren 1796 bis 1798 war er Chef des St. Petersburger Grenadierregiments. Mit seiner Beförderung zum Generalfeldmarschall 1797 hat er auch den St.-Andreas-Orden erhalten. Im Folgejahr erhielt er altershalber seinen Abschied.
Elmpt war im Besitz von Schloss Burgau, zudem Erbherr auf Lais (Livland, estnischer Distrikt), Wahrenbrock und seit 1788 auch auf Switten (beide Kurland). Bereits im Jahr 1784 hat er das kurländische Indigenat erhalten. Seine Hebung in den Reichsgrafenstand 1790 wurde im gleichen Jahr von Russland anerkannt. Er soll auch Starost auf Luschosno gewesen sein.